# Zdeněk Tvrz

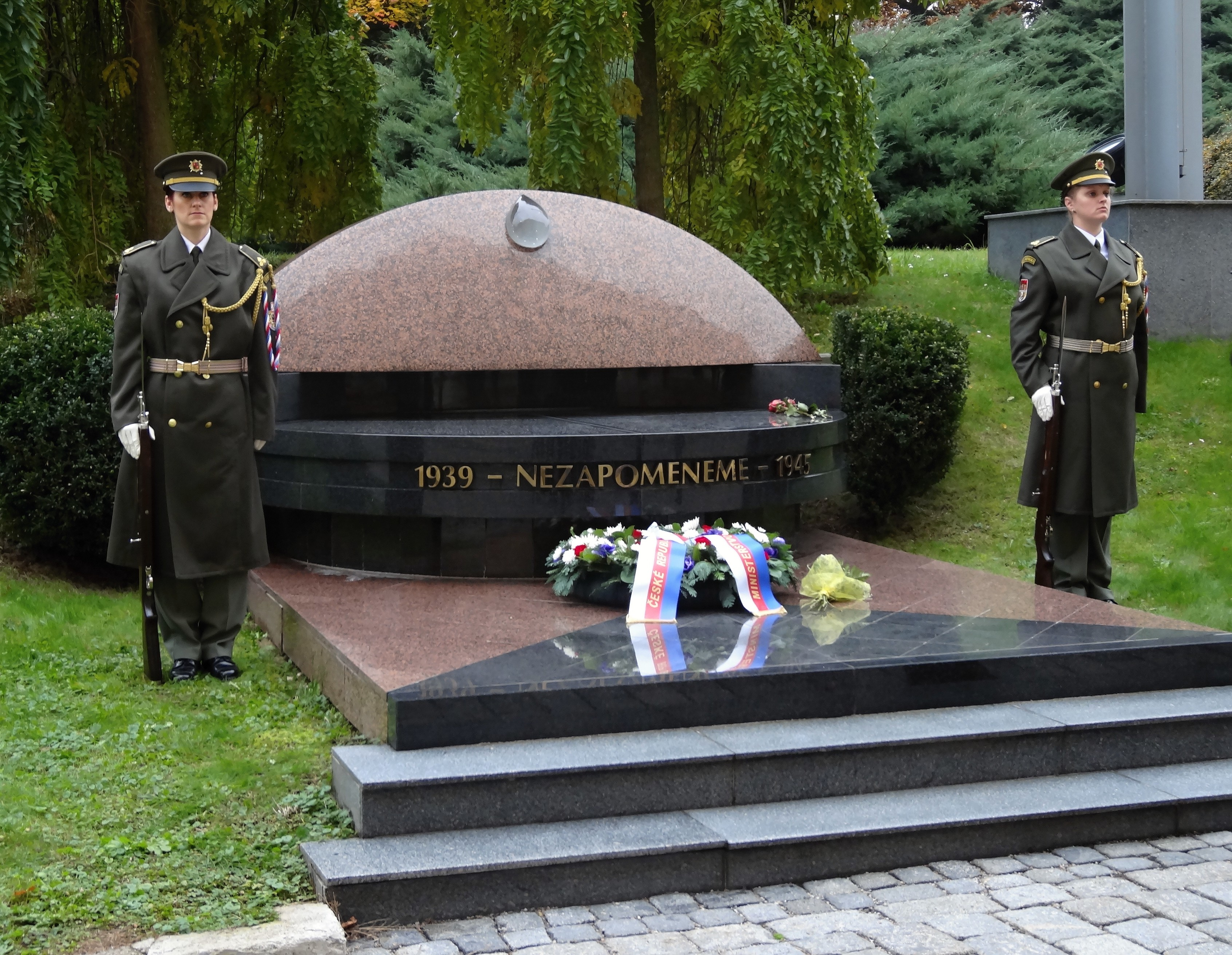
Pomník padlým a popraveným absolventům Vysoké školy válečné před budovou ministerstva obrany ČR

Zdeněk Tvrz (4. října 1902 Velká Lhota – 2. září 1942 Berlín- Plötzensee) byl  štábní kapitán generálního štábu československé armády, člen krajského velitelství Obrany národa v Pardubicích, popravený nacisty, podplukovník generálního štábu in memoriam.

## Život
Absolvoval Vojenskou akademii v Hranicích a Vysokou školu válečnou v Praze. Za první republiky působil v různých velitelských a štábních funkcích. Po německé okupaci Čech, Moravy a Slezska byl vrchním komisařem okresního úřadu a ilegálně členem krajského velitelství Obrany národa v Pardubicíc. Dne 6. února 1940 byl zatčen gestapem a dne 18. prosince 1941 byl odsouzen k trestu smrti. Dne 2. září 1942 byl v Berlíně, Plötzensee popraven gilotinou.

## Připomínka
Jeho jméno (Zdeněk Tvrz) je uvedeno na Pomníku věnovaném padlým a popraveným absolventům Vysoké školy válečné před budovou ministerstva obrany ČR.